# Linaria khalkhalensis
Linaria khalkhalensis är en grobladsväxtart som beskrevs av Hamdi och Assadi. Linaria khalkhalensis ingår i släktet sporrar, och familjen grobladsväxter. Inga underarter finns listade i Catalogue of Life.